# 몰타의 거석 신전
몰타의 거석 신전(영어: Megalithic Temples of Malta, 몰타어: It-Tempji Megalitiċi ta' Malta)은 몰타의 몰타섬과 고조섬에서 발견된 7개의 고대 거석기념물 유적들을 가리킨다. 
기원전 3600년부터 기원전 700년 사이에 지어졌다. 1980년 고조섬에 있는 주간티야 신전(Ġgantija)이 유네스코 세계유산에 등재되었으며 1992년에는 몰타섬에 있는 5개의 거석 신전이 추가로 등재되었다.

## 건축물 목록
- 주간티야 신전[Ġgantija, 고조섬 샤라(Xagħra)]
- 하자르 임 신전[Ħaġar Qim, 몰타섬 렌디(Qrendi)]
- 므나이드라 신전[Mnajdra, 몰타섬 렌디(Qrendi)]
- 타르신 신전[Tarxien, 몰타섬 타르신(Tarxien)]
- 타하주라트 신전[Ta' Ħaġrat, 몰타섬 므자르(Mġarr)]
- 스코르바 신전[Skorba, 몰타섬 제비(Żebbiegħ)]